# Xcel Energy
Xcel Energy est une entreprise américaine de production d'électricité, basée à Minneapolis au Minnesota. 

## ,Liens externes
- Sites officiels : (en) www.xcelenergy.com et (en) my.xcelenergy.com
- Notices d'autorité :   - VIAF
  - ISNI
  - LCCN
  - WorldCat